# Heiloo
Heiloo (anhörenⓘ) ist ein Dorf im Nordwesten der Niederlande in der Provinz Nordholland. Die Gemeinde hat 24.342 Einwohner (Stand 1. Januar 2025) auf einer Fläche von 19,01 km².
Das Dorf, dessen Name „heiliger Wald“ bedeutet, liegt etwa 4 Kilometer östlich vom Seebad Egmond aan Zee, und 2,5 km südlich von Alkmaar. Es beherbergt viel Kleingewerbe, aber viele der Einwohner sind Pendler, die in Alkmaar oder beim Hochofenbetrieb in Velsen arbeiten.
Wie im benachbarten Dorf Limmen werden Tulpen und andere Blumenzwiebeln angebaut. Zwischen Heiloo und Alkmaar liegt ein Waldgebiet. Es gibt einige Hotels und Campingplätze.
In der Ortsmitte steht eine mittelalterliche weiße Kirche, daneben ein Brunnen, der um 719 durch ein Wunder entstanden sein soll. Der Heilige Willibrord soll hier eine Nacht lang inbrünstig zu Gott gebetet haben, am nächsten Morgen gab es dann – der Legende nach – diese Quelle. Auch 2 Kilometer südlich von Heiloo liegt eine Quelle (Runxputte), die schon in heidnischer Zeit als heilig galt. Dort steht jetzt die Kapelle „Onze-Lieve-Vrouwe ter Nood“ (deutsch Unsere Liebe Frau zur Not), zu der mehrmals im Jahr Wallfahrten zu Ehren der Heiligen Jungfrau Maria stattfinden.
Die Bahnstation Heiloo liegt an der zweigleisigen Strecke (Amsterdam – Zaandam –) Uitgeest – Alkmaar – Heerhugowaard (– Den Helder). Neben den durchgehenden Hauptgleisen gibt es keine weiteren Gleise. Sie hat einen Inselbahnsteig mit Überdachung. Benachbart sind nördlich die Station Alkmaar und südlich die Station Castricum.

## Politik

### Sitzverteilung im Gemeinderat
Der Heilooër Gemeinderat bildet sich seit 1982 wie folgt:
| Partei                  | Sitze | Sitze | Sitze | Sitze | Sitze | Sitze | Sitze | Sitze | Sitze | Sitze | Sitze |
| Partei                  | 1982  | 1986  | 1990  | 1994  | 1998  | 2002  | 2006  | 2010  | 2014  | 2018  | 2022  |
| ----------------------- | ----- | ----- | ----- | ----- | ----- | ----- | ----- | ----- | ----- | ----- | ----- |
| Heiloo-2000             | 3     | 3     | 2     | 5     | 3     | 5     | 5     | 5     | 6     | 4     | 5     |
| PvdA                    | 2     | 3     | 2     | 2     | 3     | 3     | 3     | 2     | 2     | 2     | 3     |
| VVD                     | 7     | 7     | 6     | 5     | 6     | 5     | 5     | 4     | 3     | 4     | 3     |
| D66                     | 1     | 0     | 2     | 2     | 1     | –     | –     | 4     | 3     | 3     | 3     |
| GroenLinks              | –     | –     | 1     | 1     | 2     | 2     | 2     | 4     | –     | –     | –     |
| Gemeentebelangen Heiloo | –     | –     | –     | –     | –     | –     | –     | –     | –     | 2     | 2     |
| CDA                     | 5     | 5     | 6     | 4     | 4     | 3     | 3     | 3     | 3     | 2     | 2     |
| Heiloo Lokaal           | –     | –     | –     | –     | –     | –     | –     | –     | –     | 1     | 1     |
| NCPN                    | –     | –     | –     | –     | 0     | 1     | 1     | 1     | 2     | 1     | –     |
| Leefbaar Heiloo         | –     | –     | –     | –     | –     | –     | 0     | –     | –     | –     | –     |
| Links Heiloo            | 1     | 1     | –     | –     | –     | –     | –     | –     | –     | –     | –     |
| Gesamt                  | 19    | 19    | 19    | 19    | 19    | 19    | 19    | 19    | 19    | 19    | 19    |

### Bürgermeister
Seit dem 8. Juli 2021 ist Mascha ten Bruggencate (D66) amtierende Bürgermeisterin der Gemeinde. Zu ihrem Kollegium zählen die Beigeordneten Fred Dellemijn (Heiloo-2000), Rob Opdam (VVD), Elly Beens-Woudenberg (CDA) sowie der Gemeindesekretär Guy Heemskerk.

## Söhne und Töchter von Heiloo
- Frederik van Heilo (um 1400–1455), Mönch und Schriftsteller
- Jos Brink (1942–2007), Schauspieler und Moderator
- Wim Janssen (* 1949), Jazzmusiker und bildender Künstler
- Guus Janssen (* 1951), Komponist und Pianist
- Jacques Zoon (* 1961), Flötist
- Lars Oostveen (* 1976), Moderator, Schauspieler und Produzent
- Joris Kramer (* 1996), Fußballspieler
- Kees Smit (* 2006), Fußballspieler